# Dodge City (Kansas)
Dodge City és una població dels Estats Units a l'estat de Kansas. Segons el cens del 2008 tenia 25.689 habitants.

## Demografia
Segons el cens del 2000, Dodge City tenia 25.176 habitants, 8.395 habitatges, i 5.968 famílies. La densitat de població era de 770,9 habitants per km².
Dels 8.395 habitatges en un 41,1% hi vivien nens de menys de 18 anys, en un 55,1% hi vivien parelles casades, en un 10,3% dones solteres, i en un 28,9% no eren unitats familiars. En el 23,5% dels habitatges hi vivien persones soles el 9,6% de les quals corresponia a persones de 65 anys o més que vivien soles. El nombre mitjà de persones vivint en cada habitatge era de 2,94 i el nombre mitjà de persones que vivien en cada família era de 3,46.
Per edats la població es repartia de la següent manera: un 31,2% tenia menys de 18 anys, un 12,3% entre 18 i 24, un 30% entre 25 i 44, un 16,5% de 45 a 60 i un 10% 65 anys o més.
L'edat mediana era de 29 anys. Per cada 100 dones de 18 o més anys hi havia 104,2 homes.
La renda mediana per habitatge era de 37.156$ i la renda mediana per família de 41.672$. Els homes tenien una renda mediana de 26.881$ mentre que les dones 22.064$. La renda per capita de la població era de 15.538$. Entorn de l'11,1% de les famílies i el 13,9% de la població estaven per davall del llindar de pobresa.

## Poblacions més properes
El següent diagrama mostra les poblacions més properes.